# Дасдавагіїн Басанджаргал
Дасдавагіїн Басанджаргал (нар. 25 липня 1980) — монгольська борчиня вільного стилю, бронзова призерка чемпіонату Азії.

## Життєпис
Боротьбою почала займатися з 2002 року.
Тренер — Сухбатаар Тумендемберер (з 2002).

## Спортивні результати на міжнародних змаганнях

### Виступи на Чемпіонатах світу
| Змагання                        | Збірна   | Вагова категорія          | Місце |
| ------------------------------- | -------- | ------------------------- | ----- |
| Чемпіонат світу з боротьби 2005 | Монголія | жіноча боротьба, до 48 кг | 16    |

### Виступи на Чемпіонатах Азії
| Змагання                       | Збірна   | Вагова категорія          | Місце  |
| ------------------------------ | -------- | ------------------------- | ------ |
| Чемпіонат Азії з боротьби 2004 | Монголія | жіноча боротьба, до 48 кг | 4      |
| Чемпіонат Азії з боротьби 2005 | Монголія | жіноча боротьба, до 48 кг | Бронза |
| Чемпіонат Азії з боротьби 2009 | Монголія | жіноча боротьба, до 48 кг | 10     |
| Чемпіонат Азії з боротьби 2010 | Монголія | жіноча боротьба, до 48 кг | 11     |

### Виступи на Кубках світу
| Змагання                    | Збірна   | Вагова категорія          | Місце |
| --------------------------- | -------- | ------------------------- | ----- |
| Кубок світу з боротьби 2009 | Монголія | жіноча боротьба, до 48 кг | 7     |